# Boulvar Dmitria Donskogo (métro de Moscou)
Boulvar Dmitria Donskogo (en russe : Бульва́р Дми́трия Донско́го et en anglais : Bulvar Dmitriya Donskogo) est une station de la ligne Serpoukhovsko-Timiriazevskaïa (ligne 9 grise) du métro de Moscou, située sur le territoire du raïon Severnoïe Boutovo dans le district administratif sud-ouest de Moscou.

## Situation sur le réseau
Établie en souterrain, à 10 mètres sous le niveau du sol, la station terminus Boulvar Dmitria Donskogo est située au point 244+10 de la ligne Serpoukhovsko-Timiriazevskaïa (ligne 9 grise), après la station Annino (en direction de Altoufievo).